# تپه باستانی واسوار
این تپه باستانی در موقعیت ۷ کیلومتری روستای قدیمی هیو از توابع شهرستان ساوجبلاغ واقع گردیده است. شامل خرده سفالهایی از دوران اسلامی